# Richard Korn
Richard Korn (* 3. Oktober 1871 in Berlin; † 26. April 1940 in Berlin-Charlottenburg) war ein deutscher Politiker und amtierender Bürgermeister der Stadt Gladbeck.

## Werdegang

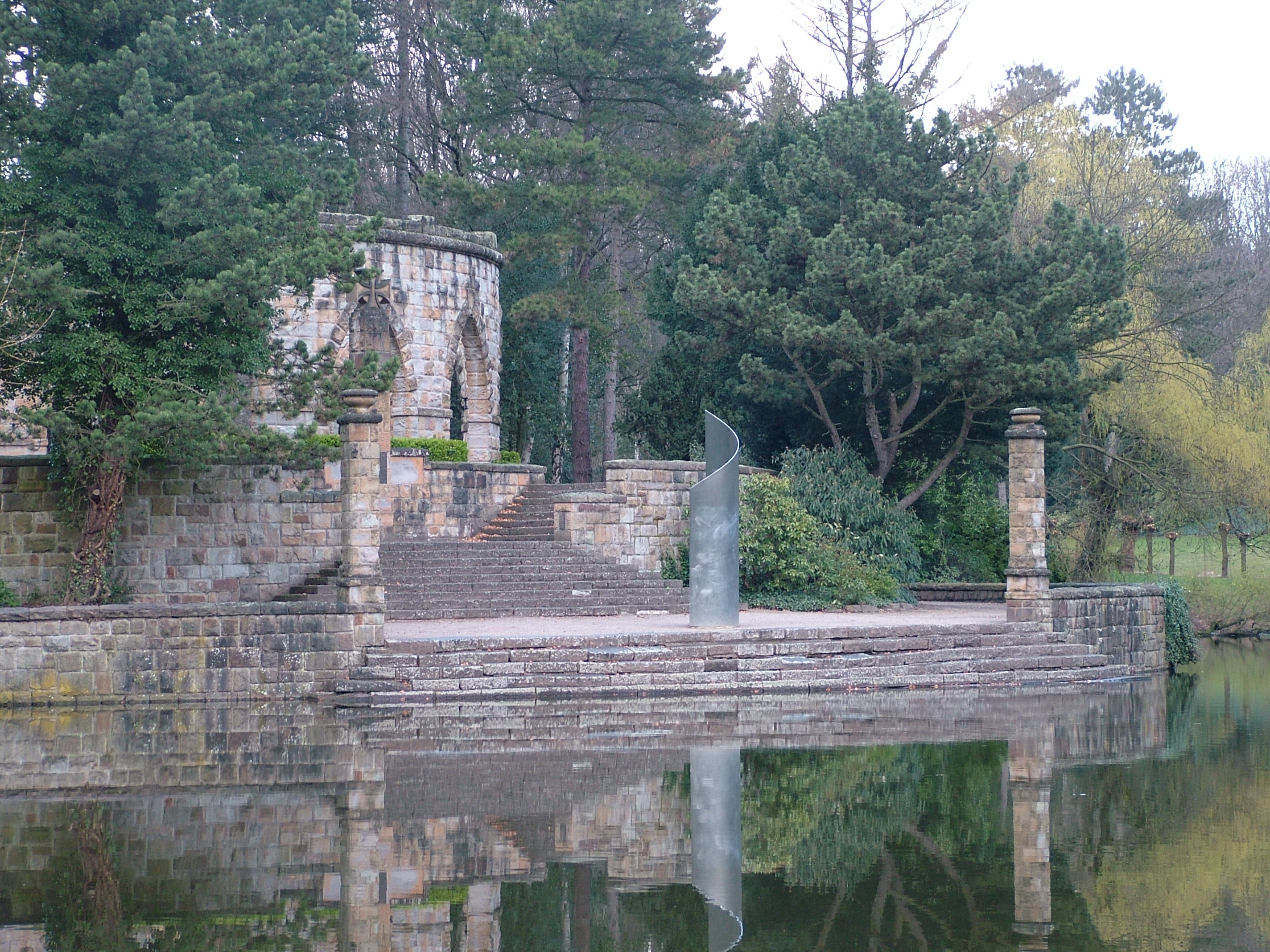
Gladbecker Ehrenmal für die Opfer des Ersten Weltkrieges, erbaut nach den Plänen des Stadtbaurats und Bürgermeisters Richard Korn

Richard Korn absolvierte im Jahre 1889 das Abitur und leistete seinen Militärdienst als Einjährig-Freiwilliger beim 3. Garde-Regiment zu Fuß. An der Technischen Hochschule Charlottenburg studierte er Hochbau und legte 1895 seine Hauptprüfung ab, bevor er als Regierungsbauführer in Charlottenburg, Schöneberg und Potsdam eingesetzt war. Im April 1905 promovierte Richard Korn und war weiterhin in verschiedenen Bauverwaltungen tätig. 1909 fungierte er als Stadtbaurat und Mitglied des Magistrats von Graudenz. 1914 musste er Kriegsdienst leisten und war zuletzt Hauptmann der Landwehr. 1920 zog es ihn ins Westfälische, wo er Stadtbaurat in Gladbeck wurde. Im August 1931 zum 2. Bürgermeister der Stadt ernannt, kam die Beauftragung zur Führung der Stadtverwaltung als Bürgermeister  zum Jahresende. In diesem Amt blieb er bis zum Jahre 1934, als er auf eigenen Wunsch pensioniert wurde.